# 65-й стрелковый корпус
65-й стрелковый корпус — воинское соединение в Вооружённых силах СССР во время Великой Отечественной войны.

## 1-е формирование

### История
Сформирован в сентябре 1939 года. 18-го октября согласно договору с Эстонией был введён на её территорию, как 65-й Особый стрелковый корпус. В его состав входили 16-я стрелковая дивизия и 18-я легкотанковая бригада.
С июня 1940-го по июнь 1941 года управление корпуса дислоцировалось в Таллине. В этот период в состав корпуса входили: 11-я, 16-я и 90-я (до мая 1941 года) стрелковые дивизии.
В действующей армии во время ВОВ с 22 июня 1941 года по 30 августа 1941 года.
13-14 июня 1941 года была запланирована переброска управления корпуса ближе к границе в Литву в район Кебляй (в 10 километрах севернее Шяуляй), где предполагалось объединить под корпусным управлением ряд соединений. 23-го июня управление корпуса с 123-м отдельным батальоном связи и штабной батареей начальника артиллерии корпуса убыло из Таллина. 25 июня 1941 года управление прибыло в Елгаву, а затем походным порядком двинулось к станции Мейтене.
Из спецсообщения 3-го Управления НКО № 4/36833 от 7 июля 1941 года.
 25 июня во время передвижения из г. Таллин в г. Шавли [Шауляй] для руководства боевыми действиями 11-й стрелковой дивизии и 180-й территориальной стрелковой дивизии части и командование 65-го стрелкового корпуса встретились на шоссе в 18 км от г. Митава [Елгава] с группой красноармейцев и командиров 11-й и 90-й стрелковых дивизий, беспорядочно отступавших с передовых позиций. Вместо принятия мер к задержанию потока отступающих войск и организации обороны командование 65-го стрелкового корпуса бросилось в бегство, внеся ещё больше неорганизованности в отступление.
29 июня 1941 года колонна корпуса была обстреляна националистами и паника увеличилась ещё больше. В результате колонна корпуса разбилась на две группы: одна из них, в частности штаб, двинулась по направлению к местечку Ваймут. Вторая группа, в частности 123-й отдельный батальон связи, часть сапёрного батальона, двинулась по направлению к Риге и присоединилась к 8-й армии.
При этом в цитируемом сообщении указывалось, что местонахождение штаба корпуса остаётся неизвестным и на 7 июля 1941 года.
Однако, 29 июня 1941 года управлению корпуса были подчинены 202-я моторизованная дивизия в районе Скривери, Коакнесе и 28-я танковая дивизия в районе станции Тегумс. А 30 июня 1941 года корпусу был подчинён и весь 12-й механизированный корпус. Перед соединениями корпуса была поставлена задача уничтожить переправившегося через реку противника и взорвать переправы.. В начале июля 1941 года корпус ведёт бои в районе Крустпилса. Очевидно, что 4-5 июля 1941 года управление корпуса было переброшено в полосу 27-й армии в район Локни, где в состав корпуса были включены 23-я стрелковая дивизия и 33-я стрелковая дивизия, в этом составе он и вступает в бои.
19—20 июля 1941 года соединения корпуса отступали на Заборье, Рыбницу, прикрывая участок озёр Але, Каменное. На 25 июля 1941 года корпус ведёт бои перед городом Холм, а в начале августа 1941 года отступает восточнее города.
28—30 августа 1941 года управление корпуса расформировано

### Боевой состав
| Дата       | Фронт                 | Армия      | В составе (стрелковые)                                                                          | Другие части, в том числе приданные | Примечания |
| ---------- | --------------------- | ---------- | ----------------------------------------------------------------------------------------------- | --- | ---------- |
| 22.06.1941 | Северо-Западный фронт | -          | только управление                                                                               | 123-й отдельный батальон связи 210-й отдельный сапёрный батальон 11-й отдельный зенитный артиллерийский дивизион 177-я полевая почтовая станция | -          |
| 01.07.1941 | Северо-Западный фронт | 8-я армия  | только управление                                                                               | 123-й отдельный батальон связи 210-й отдельный сапёрный батальон 11-й отдельный зенитный артиллерийский дивизион 177-я полевая почтовая станция | -          |
| 10.07.1941 | Северо-Западный фронт | 27-я армия | 23-я стрелковая дивизия 33-я стрелковая дивизия                                                 | 123-й отдельный батальон связи 210-й отдельный сапёрный батальон 11-й отдельный зенитный артиллерийский дивизион 177-я полевая почтовая станция | —          |
| 01.08.1941 | Северо-Западный фронт | 27-я армия | 5-я стрелковая дивизия 23-я стрелковая дивизия 33-я стрелковая дивизия 188-я стрелковая дивизия | 123-й отдельный батальон связи 210-й отдельный сапёрный батальон 11-й отдельный зенитный артиллерийский дивизион 177-я полевая почтовая станция | —          |

### Командование
- Тюрин, Александр Алексеевич, комдив, (с 21.10.1939 по 11.07.1940)
- Комиссаров, Константин Васильевич, генерал-майор, (с 14.03.1941 по 29.08.1941)

## 2-е формирование

### История
Управление корпуса сформировано 4 августа 1943 года в составе 33-й армии
В составе Действующей армии:
- с 9 августа 1943 года по 19 апреля 1945 года
- с 9 августа 1945 года по 3 сентября 1945 года

### Полное наименование
- 65-й стрелковый Ковенский Краснознамённый корпус

### Подчинение и боевой состав
| Дата       | Фронт                     | Армия      | В составе (стрелковые)                                                                             | Другие части, в том числе приданные                                                                                              | Примечания |
| ---------- | ------------------------- | ---------- | -------------------------------------------------------------------------------------------------- | --- | ---------- |
| 01.09.1943 | Западный фронт            | 33-я армия | 144-я стрелковая дивизия 157-я стрелковая дивизия 173-я стрелковая дивизия                         | 971-й отдельный батальон связи 879-й отдельный сапёрный батальон 2885-я военно-почтовая станция                                  | -          |
| 01.10.1943 | Западный фронт            | 33-я армия | 58-я стрелковая дивизия 144-я стрелковая дивизия                                                   | 971-й отдельный батальон связи 879-й отдельный сапёрный батальон 2885-я военно-почтовая станция                                  | -          |
| 01.11.1943 | Западный фронт            | 33-я армия | 144-я стрелковая дивизия 153-я стрелковая дивизия 222-я стрелковая дивизия                         | 971-й отдельный батальон связи 879-й отдельный сапёрный батальон 2885-я военно-почтовая станция                                  | -          |
| 01.12.1943 | Западный фронт            | 33-я армия | 42-я стрелковая дивизия 164-я стрелковая дивизия                                                   | 971-й отдельный батальон связи 879-й отдельный сапёрный батальон 2885-я военно-почтовая станция                                  | -          |
| 01.01.1944 | Западный фронт            | 33-я армия | 42-я стрелковая дивизия 173-я стрелковая дивизия 222-я стрелковая дивизия                          | 971-й отдельный батальон связи 879-й отдельный сапёрный батальон 2885-я военно-почтовая станция                                  | -          |
| 01.02.1944 | Западный фронт            | 33-я армия | 164-я стрелковая дивизия 274-я стрелковая дивизия 36-я стрелковая бригада                          | 971-й отдельный батальон связи 879-й отдельный сапёрный батальон 2885-я военно-почтовая станция                                  | -          |
| 01.03.1944 | Западный фронт            | 33-я армия | 199-я стрелковая дивизия 371-я стрелковая дивизия                                                  | 971-й отдельный батальон связи 879-й отдельный сапёрный батальон 2885-я военно-почтовая станция                                  | -          |
| 01.04.1944 | Западный фронт            | 33-я армия | 144-я стрелковая дивизия 164-я стрелковая дивизия                                                  | 971-й отдельный батальон связи 879-й отдельный сапёрный батальон 2885-я военно-почтовая станция                                  | -          |
| 01.05.1944 | 3-й Белорусский фронт     | 5-я армия  | 63-я стрелковая дивизия 144-я стрелковая дивизия 251-я стрелковая дивизия 36-я стрелковая бригада  | 971-й отдельный батальон связи 879-й отдельный сапёрный батальон 2885-я военно-почтовая станция                                  | -          |
| 01.06.1944 | 3-й Белорусский фронт     | 5-я армия  | 97-я стрелковая дивизия 144-я стрелковая дивизия 371-я стрелковая дивизия                          | 971-й отдельный батальон связи 879-й отдельный сапёрный батальон 2885-я военно-почтовая станция                                  | -          |
| 01.07.1944 | 3-й Белорусский фронт     | 5-я армия  | 97-я стрелковая дивизия 144-я стрелковая дивизия 371-я стрелковая дивизия                          | 971-й отдельный батальон связи 879-й отдельный сапёрный батальон 2885-я военно-почтовая станция 410-я полевая авторемонтная база | -          |
| 01.08.1944 | 3-й Белорусский фронт     | 5-я армия  | 97-я стрелковая дивизия 144-я стрелковая дивизия 371-я стрелковая дивизия                          | 971-й отдельный батальон связи 879-й отдельный сапёрный батальон 2885-я военно-почтовая станция 410-я полевая авторемонтная база | -          |
| 01.09.1944 | 3-й Белорусский фронт     | 5-я армия  | 97-я стрелковая дивизия 144-я стрелковая дивизия 371-я стрелковая дивизия                          | 971-й отдельный батальон связи 879-й отдельный сапёрный батальон 2885-я военно-почтовая станция 410-я полевая авторемонтная база | -          |
| 01.10.1944 | 3-й Белорусский фронт     | 5-я армия  | 97-я стрелковая дивизия 144-я стрелковая дивизия 371-я стрелковая дивизия                          | 971-й отдельный батальон связи 879-й отдельный сапёрный батальон 2885-я военно-почтовая станция 410-я полевая авторемонтная база | -          |
| 01.11.1944 | 3-й Белорусский фронт     | 5-я армия  | 97-я стрелковая дивизия 144-я стрелковая дивизия 159-я стрелковая дивизия 184-я стрелковая дивизия | 971-й отдельный батальон связи 879-й отдельный сапёрный батальон 2885-я военно-почтовая станция 410-я полевая авторемонтная база | -          |
| 01.12.1944 | 3-й Белорусский фронт     | 5-я армия  | 144-я стрелковая дивизия 157-я стрелковая дивизия 371-я стрелковая дивизия                         | 971-й отдельный батальон связи 879-й отдельный сапёрный батальон 2885-я военно-почтовая станция 410-я полевая авторемонтная база | -          |
| 01.01.1945 | 3-й Белорусский фронт     | 5-я армия  | 97-я стрелковая дивизия 144-я стрелковая дивизия 157-я стрелковая дивизия 371-я стрелковая дивизия | 971-й отдельный батальон связи 879-й отдельный сапёрный батальон 2885-я военно-почтовая станция 410-я полевая авторемонтная база | -          |
| 01.02.1945 | 3-й Белорусский фронт     | 5-я армия  | 97-я стрелковая дивизия 144-я стрелковая дивизия 371-я стрелковая дивизия                          | 971-й отдельный батальон связи 879-й отдельный сапёрный батальон 2885-я военно-почтовая станция 410-я полевая авторемонтная база | -          |
| 01.03.1945 | 3-й Белорусский фронт     | 5-я армия  | 97-я стрелковая дивизия 144-я стрелковая дивизия 371-я стрелковая дивизия                          | 971-й отдельный батальон связи 879-й отдельный сапёрный батальон 2885-я военно-почтовая станция 410-я полевая авторемонтная база | -          |
| 01.04.1945 | 3-й Белорусский фронт     | 5-я армия  | 97-я стрелковая дивизия 144-я стрелковая дивизия 371-я стрелковая дивизия                          | 971-й отдельный батальон связи 879-й отдельный сапёрный батальон 2885-я военно-почтовая станция 410-я полевая авторемонтная база | -          |
| 01.05.1945 | Резерв Ставки ВГК         | 5-я армия  | 97-я стрелковая дивизия 144-я стрелковая дивизия 371-я стрелковая дивизия                          | 971-й отдельный батальон связи 879-й отдельный сапёрный батальон 2885-я военно-почтовая станция 410-я полевая авторемонтная база | -          |
| 01.06.1945 | Приморская группа войск   | 5-я армия  | 97-я стрелковая дивизия                                                                            | 971-й отдельный батальон связи 879-й отдельный сапёрный батальон 2885-я военно-почтовая станция 410-я полевая авторемонтная база | -          |
| 01.07.1945 | Приморская группа войск   | 5-я армия  | 97-я стрелковая дивизия 144-я стрелковая дивизия 371-я стрелковая дивизия                          | 971-й отдельный батальон связи 879-й отдельный сапёрный батальон 2885-я военно-почтовая станция 410-я полевая авторемонтная база | -          |
| 01.08.1945 | Приморская группа войск   | 5-я армия  | 97-я стрелковая дивизия 144-я стрелковая дивизия 190-я стрелковая дивизия 371-я стрелковая дивизия | 971-й отдельный батальон связи 879-й отдельный сапёрный батальон 2885-я военно-почтовая станция 410-я полевая авторемонтная база | -          |
| 09.08.1945 | 1-й Дальневосточный фронт | 5-я армия  | 97-я стрелковая дивизия 144-я стрелковая дивизия 190-я стрелковая дивизия 371-я стрелковая дивизия | 971-й отдельный батальон связи 879-й отдельный сапёрный батальон 2885-я военно-почтовая станция 410-я полевая авторемонтная база | -          |
| 03.09.1945 | 1-й Дальневосточный фронт | 5-я армия  | 97-я стрелковая дивизия 144-я стрелковая дивизия 371-я стрелковая дивизия                          | 971-й отдельный батальон связи 879-й отдельный сапёрный батальон 2885-я военно-почтовая станция 410-я полевая авторемонтная база | -          |

### Командование
Командиры
- Тюрин Александр Алексеевич, комбриг, с 4.11.1939 комдив (с 21.10.1939 по 11.07.1940)
- Зиновьев Филипп Сергеевич, полковник, (с 10.07.1943 по 22.07.1943)
- Пронин Михаил Андреевич, генерал-майор, (с 04.08.1943 по 01.01.1944)
- Ревякин Василий Андреевич, генерал-майор, (с 02.01.1944 по 24.02.1944)
- Комаров Василий Николаевич, полковник, (с 25.02.1944 по 28.03.1944)
- Перекрестов Григорий Никифорович, генерал-майор, (с 29.03.1944 по 03.09.1945)
- Ловягин Пётр Ермолаевич, генерал-лейтенант (с августа 1946 по май 1948)
- Утвенко Александр Иванович генерал-лейтенант (с мая 1948 по июнь 1951)
- Соболев Дмитрий Филиппович генерал-майор (с июня 1951 по 30.10.1955)
- Егоровский Александр Александрович генерал-майор (с 30.10.1955 по 22.06.1956)

Заместители командира
- Краснов Николай Иванович полковник (с мая 1950 по июнь 1954)

## Награды корпуса
- 19 сентября 1945 года —  Орден Красного Знамени- награждён указом Президиума Верховного Совета СССР от 19 сентября 1945 года за образцовое выполнение заданий командования в боях против японских войск на Дальнем Востоке при форсировании реки Уссури, прорыве Хутоуского, Мишаньского, Пограничненского и Дуннинского укреплённых районов, овладении городами Мишань,Гирин, Яньцзи, Харбин и проявленные при этом доблесть и мужество[3].

Награды частей корпусного подчинения:
- 879-й отдельный сапёрный ордена Александра Невского[4] батальон